# Cuco (Comunidad Valenciana)

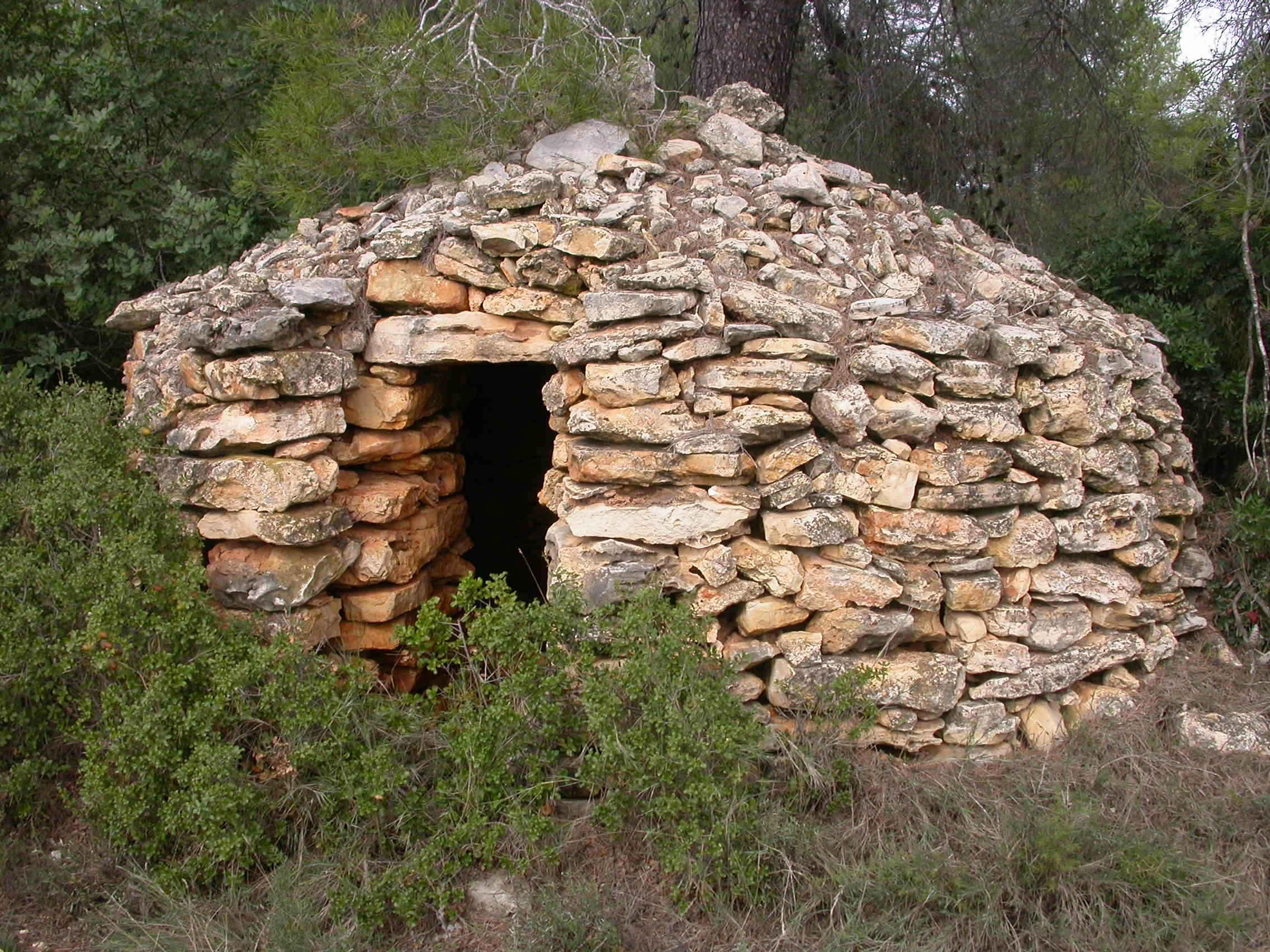
Cuco. Construido con la técnica de la mampostería trabada en seco, Enguera (Valencia).

El cuco es un tipo de construcción realizada con la técnica de la piedra trabada en seco, característicos de la región valenciana.
En la Comunidad Valenciana se localizan geográficamente en las comarcas de El valle de Ayora-Cofrentes, La Costera y La Canal de Navarrés. Siendo esta última la que concentra el mayor número de estas construcciones, destacando cuantitativamente el conjunto del municipio de Enguera.
Emplean las materias primas que se encuentran en su entorno, rara vez se emplean materiales manufacturados. Se emplean dos tipos de piedra, la piedra caliza que se emplea en el cuerpo de la construcción, el que sujeta la cubierta y la piedra de tapar (tap: margas blancas), más ligera, en la cubierta.

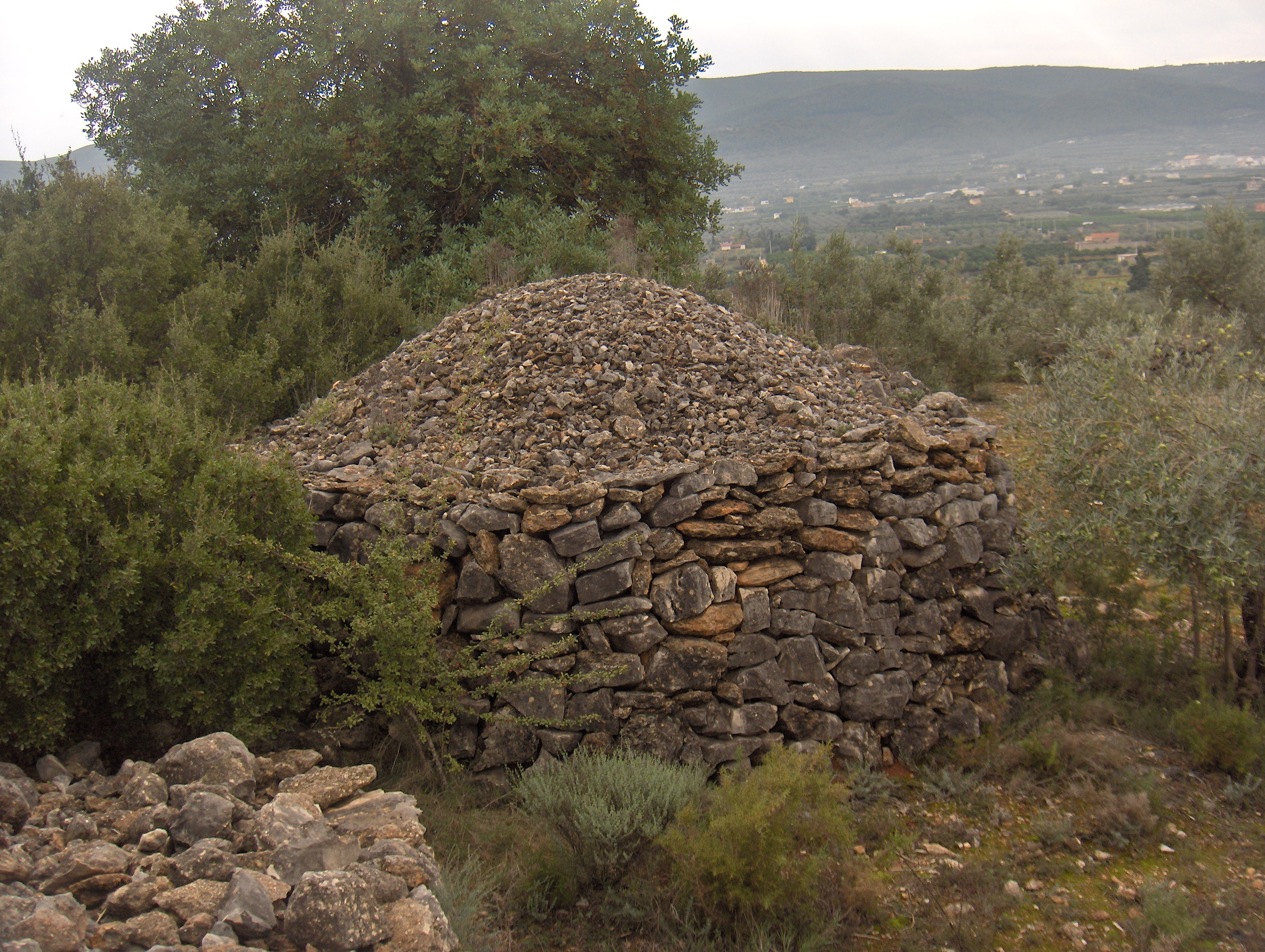
Cuco. Detalle del muro sobre el que descansa la cubierta. Enguera (Valencia).

## Tipología
La tipología de las construcciones es muy variada. Predominan las construcciones de planta redonda, aunque también son frecuentes las de planta cuadrangular. En ocasiones el cuco se adapta al relieve del terreno y adopta una planta irregular. 
Los sistemas de cubrición son todos iguales. Se construye una falsa cúpula por aproximación de hiladas.
La cubrición de los vanos de acceso se realizan con grandes losas a modo de dintel. testimonialmente se documentan otras tipologías como dos losas apoyadas a ambos lados del vano, la aproximación de hiladas o el arco adovelado (construido con lajas irregulares dispuestas radialmente.
En el interior de los cucos se pueden encontrar estructuras complementaria: chimenea, alacena, pesebre, etc.
Suelen ser construcciones exentas, aunque en ocasiones se adosan a las calzadas (bancales); o pueden tener un espacio anexo de planta cuadrangular.

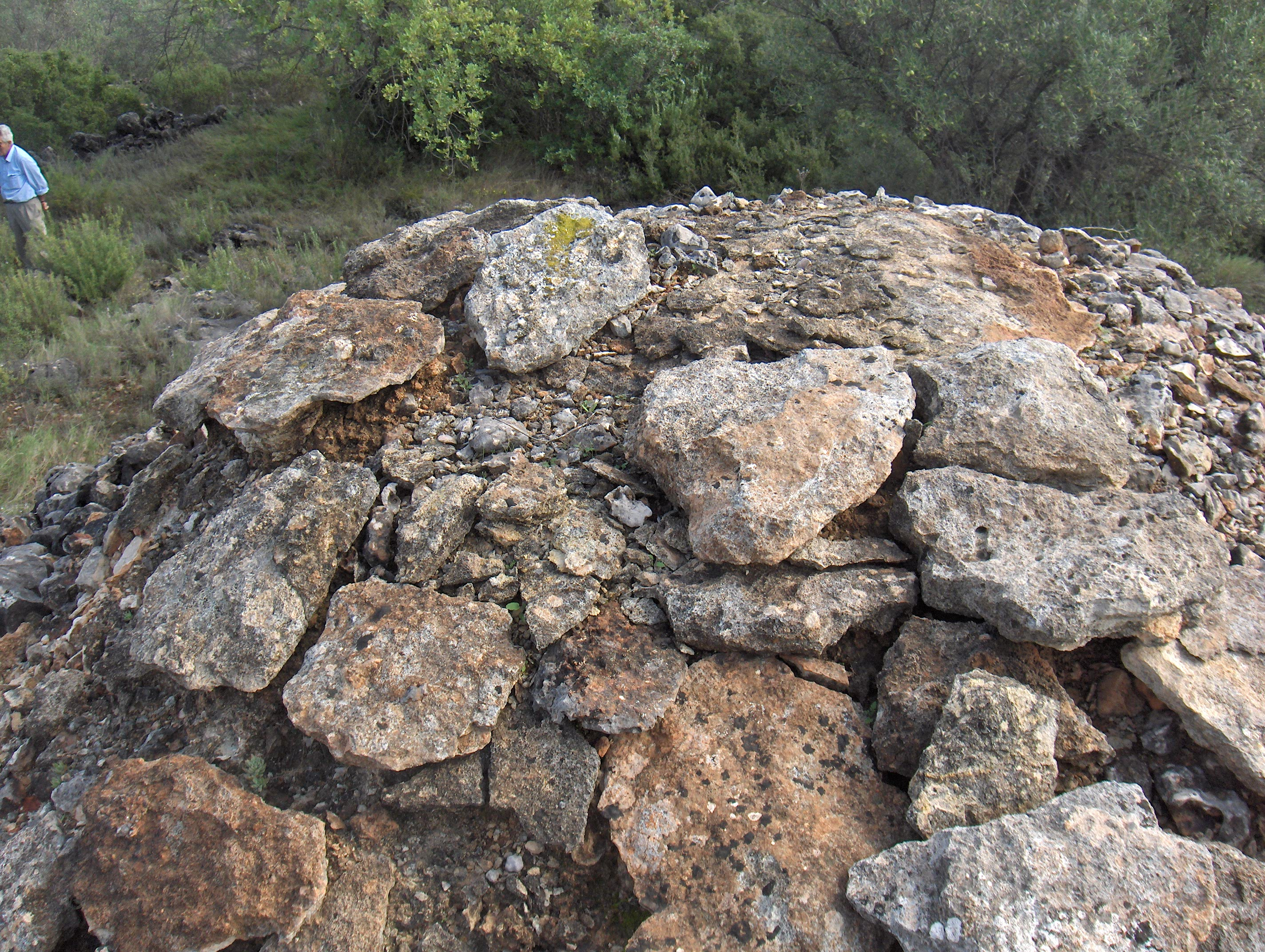
Cuco. Detalle de la zona exterior de la cubierta, en el que se aprecian las distintas capas que lo componen. Enguera (Valencia).

## Funcionalidad
Son construcciones destinadas al refugio y estancias temporales de los agricultores. Su ocupación solía ser estacional, coincidiendo con los momentos de mayor trabajo en las parcelas agrícolas. Su uso es diferente al que se da en otras zonas de la Comunidad Valenciana donde se vincula a la ganadería.

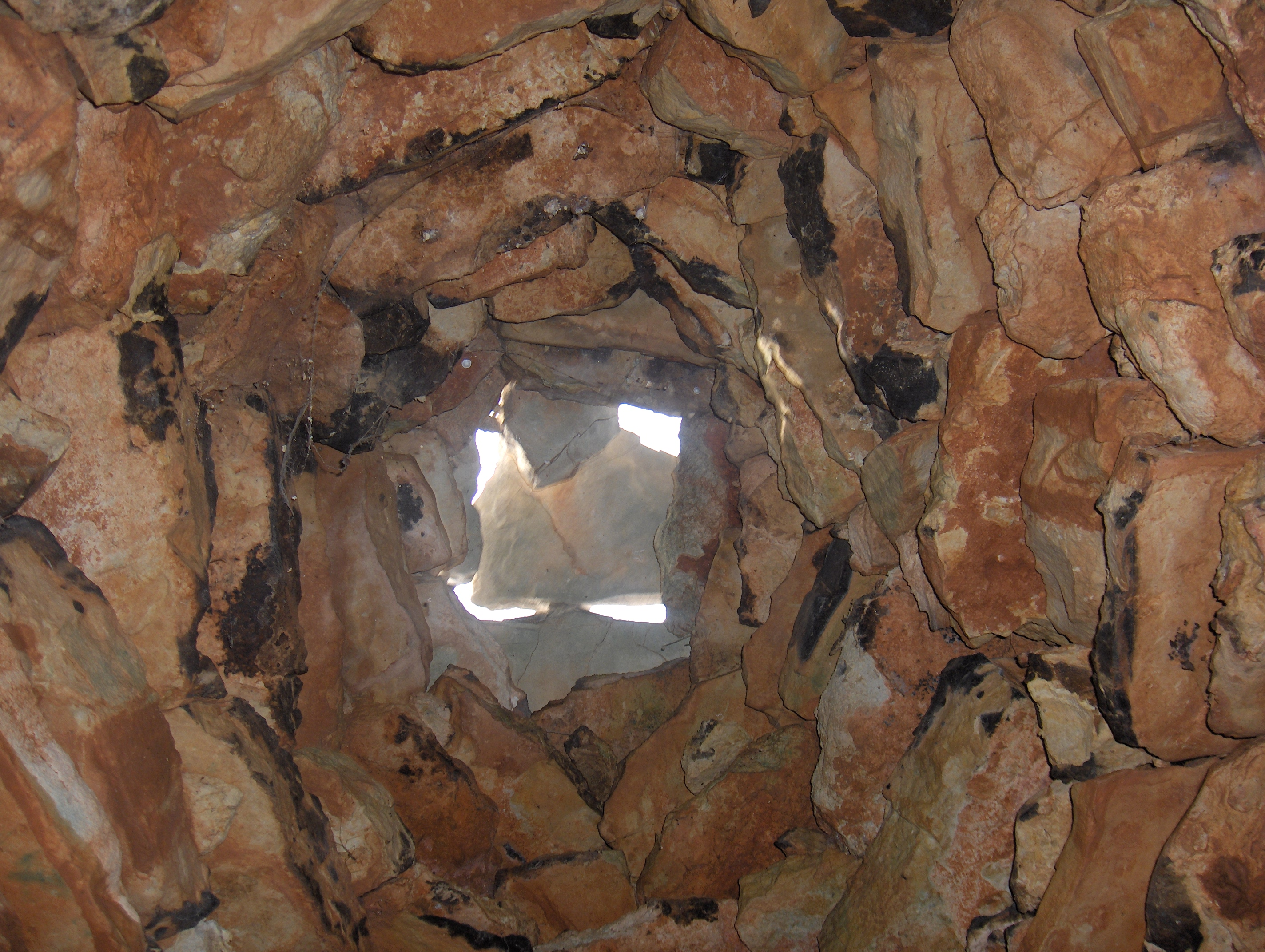
Cuco. Detalle de la falsa cúpula por aproximación de hiladas. Enguera (Valencia).